# Озаљ
Озаљ је град у Хрватској у Карловачкој жупанији. Према попису из 2001. Озаљ је имао 7.932 становника.

## Географија
Стари град Озаљ изграђен је на литици изнад реке Купе која на том месту излази из сутјеске и улази у отворенију долину. Овдје су се у прошлости као и данас укрштали путеви према Жумберку, Покупљу и Долењској, (Словенија).
Град је само 15-так километара удаљен од Словеније: са градовима Метликом (око 15 km), Чрномељем (око 30 km) и Новим Местом (око 35 km) добро је повезан како путевима тако и жељезницом. Стога има добре услове за међудржавну пограничну сарадњу.
Озаљ данас има основе и за развој туризма, нарочито културно-историјског и излетничког карактера. У граду се налази купалиште на реци Купи
- Географска ширина и дужина — 45°36' СГШ 15°28' ИГД
- Број становника (попис 2001) — 7.932
- Густина насељености — 44,21 становник на km²
- Површина — 179,4
- Реке — Купа, Добра
- Количина падавине — од 1.000 до 1.400
- Највиши врхови — Воденица 537 m, Света Гера 1.178
- Заштитник — Свети Вид
- Први спомен града — 1244. године
- Статус града — 1996. године

## Становништво
Насеље се почело развијати испод старога града, а Град Озаљ, по попису из 2001. године, има 7.932 становника. Од укупног становништва чак је 27% дневних миграната – највише у петнаестак километара удаљени Карловац са којим постоји друмска и железничка веза.

### Број становника по пописима
| Националност   | 2001. | 1991. | 1981. | 1971. | 1961. | 1953. | 1948. | 1931. | 1921. | 1910. | 1900. | 1890. | 1880. | 1869. | 1857. |
| бр. становника | 1.164 | 1.184 | 599   | 217   | 216   | 163   | 229   | 140   | 158   | 145   | 137   | 136   | 145   | 165   | 229   |

- напомене:

У 1981. повећано за делове подручја насеља Врховачки Сопот, Лукшићи Озаљски, Подграј и Солдатићи, у којима је и садржан део података од 1857. до 1971.

### Озаљ (насељено место), национални састав
| Националност       | 1991.          | 1981.        | 1971.        | 1961.        |
| Хрвати             | 1.089 (91,97%) | 573 (95,65%) | 193 (88,94%) | 197 (91,20%) |
| Срби               | 49 (4,13%)     | 10 (1,66%)   | 7 (3,22%)    | 9 (4,16%)    |
| Југословени        | 16 (1,35%)     | 6 (1,00%)    | 0            | 0            |
| остали и непознато | 30 (2,53%)     | 10 (1,66%)   | 17 (7,83%)   | 10 (4,62%)   |
| Укупно             | 1.184          | 599          | 217          | 216          |

У табели национални састав за пописне године 1961. и 1971. нису обухваћени 1981. године насељу Озаљ припојени делови насеља Врховачки Сопот, Лукшићи Озаљски, Подграј и Солдатићи. Податке и напомену видети под наведеним насељима.

## Попис1991.
На попису становништва 1991. године, насељено место Озаљ је имало 1.184 становника, следећег националног састава:
| Попис 1991.‍   | Попис 1991.‍  | Попис 1991.‍ | Попис 1991.‍ | Попис 1991.‍ |
| ------------- | ------------ | ----------- | ----------- | ----------- |
|               |              |             |             |             |
| Хрвати        | Хрвати       |             | 1.089       | 91,97%      |
| Срби          | Срби         |             | 49          | 4,13%       |
| Југословени   | Југословени  |             | 16          | 1,35%       |
| Словенци      | Словенци     |             | 7           | 0,59%       |
| Муслимани     | Муслимани    |             | 2           | 0,16%       |
| Немци         | Немци        |             | 1           | 0,08%       |
| неопредељени  | неопредељени |             | 11          | 0,92%       |
| регион. опр.  | регион. опр. |             | 5           | 0,42%       |
| непознато     | непознато    |             | 4           | 0,33%       |
| укупно: 1.184 |              |             |             |             |

## Историја
Град се први пут помиње 1244. године као слободни краљевски град. Од краја 14. века (1398) у власништву је Франкопана из чијих је руку родбинским везама 1550. прешао под породицу Зрински која је остала власник града све до 1671. године.
Колико је Озаљ везан за Зринске и Франкопане, говори и податак да је за Дан града одређен 30. август — као успомена на догађај из 1671. када су погубљена двојица највећих хрватских племића.

## Споменици и знаменитости
Средњовјековни град Озаљ, смештен на клисури изнад реке Купе; преправљен у дворац у 18. веку.
У Озаљу је на Купи изграђена и једна од првих хидроелектрана у Хрватској – 1908. почела је снабдевази енергијом индустријске погоне, али није послужила развоју озаљске индустрије, него карловачке. Неоренесансна зграда хидроелектране културни је споменик.